# 崔有利
崔有利（韓語：최유리，1994年9月16日—），韩国女子足球运动员。她曾代表韩国参加2022年亚足联女子亚洲杯，获得亚军。她也随韩国队参加了2020东京奥运女子足球亚洲区预选赛。